# 10の格言集
10の格言集（英: Aphorisms、露: Афоризмы）作品13は、ドミートリイ・ショスタコーヴィチが1927年に作曲した、互いに性格の異なる10の様式の小品からなるピアノ曲集。。

## 概要
ショスタコーヴィチがレニングラード音楽院の大学院在学中のコンサートピアニストであった、1927年2月25日から同年4月7日にかけて作曲され、同年の秋にショスタコーヴィチ自身のピアノにより、レニングラードで初演された。「アフォリズム」という題名は、ショスタコーヴィチが尊敬していた年長の友人で音楽評論家・ピアニストのボレスラフ・ヤヴォールスキーの提案によるものであり、作品はヤヴォールスキーに献呈された。本小品集は1927年にトリトン社より出版された。自筆譜はサンクトペテルブルグのロシア国立文学芸術アカデミー（PGALI）に保管されている。

### 着想と作曲
1927年に開催された第1回ショパン国際ピアノコンクールに出場したのち、ベルリンに滞在していたショスタコーヴィチは、作曲に関してひとつの「霊感的なビジョン」を経験した。ショスタコーヴィチは回想で「当時、私は自然のある法則についていろいろ考えていて、それが『10の格言集』を作曲するきっかけとなった。それぞれのアフォリズムはすべて同じ考えで結ばれている。その考えとは何か、今はまだ明かしたくない」と述べている。帰国後約1ヶ月で一気に書き上げられた。ショスタコーヴィチは、5月6日にヤヴォルスキーに手紙を書き、12曲からなる「組曲」を完成させたが、そのうちの2曲を破棄したことを伝えた。

### 作品の性格
1927年、社会主義リアリズム以前の、ロシア・アバンギャルドの前衛的芸術の諸潮流が盛んな中にいた、当時20歳のショスタコーヴィチは、現代音楽語法の探求に情熱的で、ヒンデミット、クレーネク、ストラヴィンスキーといった西洋のモダニズムの作曲家の影響を受けており、このことが顕著になったのが前年初演のピアノソナタ第1番作品12と、本作品である『10の格言集』作品13であり、さらに本作品作曲中の3月下旬に委嘱を受け同年5月に初演される交響曲第2番でも同様に引き続きモダニズムの探求を続けている。
この小品集では、ピアノソナタ第1番作品12とは異なり、ショスタコーヴィチはコンサートピアノの華やかなさにはまったく興味がなく、むしろ、新しいタイプの「各声部が排他的で互いに素である対位法」のピアノのテクスチュアを追求したのである。 この小品集を最初に1969年に録音したウラジーミル・プレシャコフは「シェーンベルクの宇宙へのショスタコーヴィチの短い探検だ」とし、「この10曲の小品は透明なテクスチャーで、コンセプトは抽象的である。和声は実験的で、しばしば大胆で苛烈だ」と述べ、またプレシャコフは、エレジー・行進曲・エチュード・死の舞踏・子守唄というこの小品集の中で最も優れたものを、「純粋なショスタコーヴィチ」と分類している。

### 録音
2007年までの段階で、1969年にアメリカのウラジーミル・プレシャコフが初録音したのち、1987年にソ連のオレグ・ヴォルコフ、1989年にマーティン・ジョーンズ、1990年にエレーナ・ヴァルヴァロワ、1993年にキャロライン・ヴァイヒェルト、1995年にジャン＝ピエール・アメンゴー、2001年にコンスタンティン・シチェルバコフとレイモンド・クラーク、2003年にウラディーミル・アシュケナージ、2006年にボリス・ペトルシャンスキー、2007年にメルヴィン・チェンらが録音を発表している。

### 編曲
1971年のボリス・ベクテレフとウラジーミル・スピヴァコフによる、ヴァイオリン・バスーン・ピアノ・打楽器のための編曲がある。

## 構成
全10曲の構成で、演奏時間は約13分。

### 第1曲　レチタティーヴォ
1927年2月25日作曲
『レチタティーヴォ』は、内向的で内省的な、不安定な感情と変化する気分の細密画である。冒頭はシリアスで、次に皮肉、そして最後には泣き言のように不機嫌になる。音楽は不協和音の怒りに満ちた最後の和音で突然停止する。『レチタティーヴォ』は最も短い曲で、わずか約30秒しかない。

### 第2曲　セレナード
1927年2月27日作曲
冒頭の和音は、『レチタティーヴォ』の最後の和音を柔らかくしたもので、『セレナード』全体を通して、一種のオスティナートとして機能している。『セレナード』は、私的な会話のシーンである。バスのモノローグに続き、ソプラノのモノローグが続く。第3部では、2つの声部が同時に語り、それぞれが最初の旋律を再現する。コーダでは、妥協は見られない。最後の2つの小節では、よりソフトな音量と後悔の念に満ちた「ため息」。

### 第3曲　夜想曲
1927年3月1日作曲
『夜想曲』は、この組曲の中で最も洗練され、挑発的で、謎めいた曲である。嵐のような冒頭から柔らかな苦い終結部まで、神経質な情熱と動揺に貫かれた音楽は、耳障りな不協和音と爆発的な疾走に満ちた、予測不可能な出来事の連続の中で展開していく。暴力的な夜は、惨めさと疲労の中で終わる。複雑なリズムは細部まで細かく記されている。前の『セレナード』と共通する特徴のひとつは、長7度と短2度が頻繁に使われることであり、もうひとつはシンコペーテッドされた 『レチタティーヴォ』で初めて導入されたリズム・パターンを用いている。
『夜想曲』は、2つの孤独な「ため息」で終わる。フェルマータのための時間を確保し、このシンプルで雄弁なエンディングを通して、短いディミヌエンドを注意深く形作る。これらの終わりのため息（D、E♭、B）は、その前の左手の（B / C）とともに、ショスタコーヴィチの音楽的モノグラムである「DSCH」（D - E♭ - C - B）の音符を構成している。

### 第4曲　悲歌（エレジー）
1927年3月6日作曲
ノスタルジックな『エレジー』では厳しい不協和音から解放される。ネオ・バロック様式の対位法的な作品で、旋法の使い方が新鮮で魅力的である。だが最後の小節では、F-シャープとF-ナチュラルが共存している。

### 第5曲　葬送行進曲
1927年3月9日作曲
『葬送行進曲』の冒頭の太鼓の音とトランペットの掛け声は、パントマイムの世界に属しているようであり、速いテンポは音楽の滑稽な性格を助長している。その一方で、『レチタティーヴォ』や『セレナード』への哀愁を帯びた引用がある。最後はハ長調のカタルシス。ハ長調の和声は、深く純粋な感情を表している。

### 第6曲　エチュード
1927年3月14日作曲
技術的な練習の退屈さを揶揄している。教本にあるようなトリルの練習として始まるが、左手が勝手気ままな調を移動する一方で、右手は頑固にハ長調に留まるという、気まぐれな舞曲へと変化する。左手は2オクターヴにわたってハ長調のパターンを上行し、右手はさまざまな（多くは「間違った」）音符の上を飛び跳ねたり下降したりする。最後の小節では、左手はニ長調の和音に着地し、にもかかわらず右手はその上に変イを弾いてしまう。

### 第7曲　死の舞踏
1927年3月21日作曲
レイモンド・クラークは、この曲について次のように説明している、 「粗雑なワルツの伴奏の上に、『怒りの日(Dies irae)』の旋律
が聴こえる。ヴァイオリンの開放弦のピッチが打ち鳴らされることによって、パルスが中断されることが2回ある。悪魔がヴァイオリンを弾くという暗いシンボリズムは、リストの最初の『メフィスト・ワルツ』(S.514)などでなじみ深いものである」

### 第8曲　カノン
1927年4月1日作曲
ロナルド・スティーヴンソンは、この曲は「音符と同じくらい多くの休符で構成されている。ウェーベルンの影響」と述べている。『カノン』はむしろグロテスクな嘲笑、戯画として見られるかもしれない。嬰ヘ音記号、嬰ハ音記号、ニ音記号から入る3つの声部は、完全に不協和音的なアンサンブルを展開する。彼らは冒頭の音程に戻り、最後の小節で和音として響き合う。

### 第9曲　伝説
1927年4月5日作曲
神秘的なアルカイックなオーラを放つ、静かでゆったりとした作品である。第2部と第3部では、全音域が深い低音へと沈潜していき、陰鬱であると同時に魅惑的である。

### 第10曲　子守歌
1927年4月7日作曲
この詩的な小品は、ショスタコーヴィチのネオ・バロック音楽の最高傑作のひとつであり、ストラヴィンスキーのピアノソナタ（1924年）などの影響を受けているようである。しかしストラヴィンスキーとは異なり、ショスタコーヴィチは現代的な対位法的テクスチュアに派手なペダリングを施し、音楽にロマンティックな味わいを加えている。ペダルによるソノリティと低音オクターヴのオスティナートの組み合わせは、ブゾーニのバッハの編曲を彷彿とさせる。